# Teigargerðistindur
Teigargerðistindur är en bergstopp i republiken Island. Den ligger i regionen Austurland, 400 km öster om huvudstaden Reykjavík. Toppen på Teigargerðistindur är 919 meter över havet.
Runt Teigargerðistindur är det mycket glesbefolkat, med 3 invånare per kvadratkilometer. Närmaste större samhälle är Reyðarfjörður, nära Teigargerðistindur. Trakten runt Teigargerðistindur består i huvudsak av gräsmarker.